# West Orange (Texas)
West Orange è un comune degli Stati Uniti d'America, situato in Texas, nella contea di Orange.